# Старый Гвоздец
Ста́рый Гвозде́ц (укр. Стари́й Гвізде́ць) — село в Гвоздецкой поселковой общине Коломыйского района Ивано-Франковской области Украины.
Население по переписи 2001 года составляло 1178 человек. Занимает площадь 2,117 км². Почтовый индекс — 78261. Телефонный код — 803433.